# Contribution des patentes
La patente (aussi appelée contribution des patentes) est un impôt direct. Il est dû par toute personne morale ou physique, étant un citoyen du pays où il doit être payé ou un étranger, du fait de l'exercice d'une activité économique, commerciale, industrielle ou toute profession à but lucratif non exemptée de cet impôt.
Selon les pays et les professions, le montant peut être forfaitaire et/ou proportionnel au chiffre d'affaires.

## Histoire
En France, la patente est un impôt direct auquel est assujettie toute société ou toute personne exerçant à titre habituel une activité professionnelle non salariée. 
Cet impôt fut créé en France par l'assemblée constituante, par le décret d'Allarde des 2 et 17 mars 1791 qui a supprimé les corporations et fondé la liberté du commerce et de l'industrie. Le but de la patente est alors de taxer un revenu présumé en fonction de l'outil de travail. Lors de son institution, la patente ne taxait que les loyers industriels. Toutefois, le législateur modifiera par la suite régulièrement son calcul.
Cet impôt sera profondément remanié en 1844 en divisant l'impôt en un droit fixe et un droit proportionnel. Le droit fixe est déterminé en fonction de la taille de la commune d'exercice et le droit proportionnel est fixé en fonction de la valeur locative par un pourcentage dépendant de la profession.
Il s'est répandu à travers le monde d'abord par le biais de la colonisation française qui copia le système fiscal français dans les colonies.

## Dans le monde

### Guinée
En Guinée, la contribution des patentes se compose, en principe des éléments suivants :
Un droit fixe ;
Un droit proportionnel sur la valeur locative des locaux professionnels.
Ces droits sont réglés conformément aux tableaux A. B. C et D. annexés au présent code (CGI 2015) . Ils sont établis  d’après un tarif général pour les professions énumérées dans le tableau A, et d'autre part d’après un tarif spécial pour celles qui font l’objet des tableaux B C et D. Les commerces, industries et professions non compris dans les exemptions et non dénommés dans les tableaux annexés au présent texte n’en sont pas moins assujettis à la patente. Les droits auxquels ils doivent être soumis sont réglés d’après l’analogie des professions exercées. 
Voir code général des impôts

### Cameroun
Au Cameroun, la contribution des patentes est établie en fonction du chiffre d'affaires de l'année précédente de chaque établissement. Cet impôt est perçu au profit des collectivités locales (mairies et FEICOM) et de la CRTV.
Toutefois, les entreprises de transport (interurbain de personnes, de marchandises) et les gérants de stations-service non propriétaires de la marchandise ont un régime de patente à part, puisque la patente est alors établie soit en fonction du nombre de places, soit en fonction de la charge utile du véhicule, soit en fonction du montant de la marge accordé par les marketers.

### Djibouti
À Djibouti, la patente se compose d'un droit fixe (variable selon le lieu et la taille de l'établissement) et d'un droit variable, proportionnel à la valeur locative de l'établissement.
Les taxis bénéficient d'un régime particulier de patente.

### France
La contribution des patentes a été instituée par l'Assemblée constituante en 1791 puis profondément remaniée sous la Restauration et le Second Empire. Dès lors, il fut obligatoire de la payer. En 1975, la patente a été supprimée et remplacée par la taxe professionnelle à compter du 1er janvier 1976. Elle est à son tour supprimée par la loi de finance de 2010 et remplacée par la contribution économique territoriale (CET).

#### Métropole et DOM-ROM
La patente a été supprimée par la loi no 75-678 du 29 juillet 1975 et remplacée par la taxe professionnelle. En 2010 la taxe professionnelle est remplacée par la cotisation économique territoriale et par l'IFER.

#### Collectivités d'outre-mer
La patente existe toujours dans les collectivités d'outre-mer (à l'exception de Saint-Barthélémy et Saint-Pierre-et-Miquelon). Son mode de calcul est similaire à celui de la patente issue de la réforme de 1844.
La patente se compose donc d'un droit fixe, en fonction de la zone d'implantation géographique, et d'un droit variable, proportionnel à la valeur locative de l'établissement. Des remises sur le droit fixe peuvent exister en fonction du type d'activité ou de la taille de l'exploitation.